# Lithiumoxide
Lithiumoxide of lithia (Li2O) is het oxide van lithium. De stof komt voor als een wit kristallijn poeder, dat goed oplosbaar is in water. Lithiumoxide reageert met water tot lithiumhydroxide.

## Synthese
Lithiumoxide wordt bereid door lithium te verbranden. Hierbij wordt ook een kleine hoeveelheid lithiumperoxide gevormd (niet weergegeven in de reactievergelijking):
{\displaystyle {\ce {4Li + O2 -> 2Li2O}}}
Zuiver lithiumoxide kan worden bereid door een thermolyse van lithiumperoxide. De reactie gebeurt bij 450 °C:
{\displaystyle {\ce {2Li2O2 -> 2Li2O + O2}}}

## Toepassingen
Lithiumoxide wordt gebruikt in de glasindustrie als kleurcomponent: samen met koper geeft het glas een blauwe kleur, met kobalt een roze.